# Тшидник-Дужий
Тшидник-Дужи (пол. Trzydnik Duży) — село в Польщі, у гміні Тшидник-Дужий Красницького повіту Люблінського воєводства.
Населення — 365 осіб (2011).
У 1975-1998 роках село належало до Тарнобжезького воєводства.

## Демографія
Демографічна структура станом на 31 березня 2011 року:
|          | Загалом | Допрацездатний вік | Працездатний вік | Постпрацездатний вік |
| -------- | ------- | ------------------ | ---------------- | -------------------- |
| Чоловіки | 167     | 32                 | 112              | 23                   |
| Жінки    | 198     | 32                 | 111              | 55                   |
| Разом    | 365     | 64                 | 223              | 78                   |